# 6-アミノヘキサン酸環状二量体ヒドロラーゼ
6-アミノヘキサン酸環状二量体ヒドロラーゼ(6-aminohexanoate-cyclic-dimer hydrolase、EC 3.5.2.12)は、以下の化学反応を触媒する酵素である。
1,8-ジアザシクロテトラデカン-2,9-ジオン + 水{\displaystyle \rightleftharpoons }N-(6-アミノヘキサノイル)-6-アミノヘキサン酸
従って、この酵素の2つの基質は1,8-ジアザシクロテトラデカン-2,9-ジオンと水、1つの生成物はN-(6-アミノヘキサノイル)-6-アミノヘキサン酸である。
この酵素は加水分解酵素、特にペプチド結合以外のC-O結合、中でも環状アミドに作用するものに分類される。系統名は、1,8-ジアザシクロテトラデカン-2,9-ジオン ラクタムヒドロラーゼである。